# فيكتور مورلاند
فيكتور مورلاند (بالإنجليزية: Victor Moreland)‏ هو لاعب كرة قدم بريطاني في مركز الوسط، ولد في 15 يونيو 1957 في بلفاست في المملكة المتحدة. شارك مع منتخب أيرلندا الشمالية لكرة القدم. أما مع النوادي، فقد لعب مع تلسا رافنكس وديربي كاونتي وشيكاغو ستينغ وغلينتوران.

## وصلات خارجية
- فيكتور مورلاند على موقع الاتحاد الأوربي (الإنجليزية)
- فيكتور مورلاند على موقع قاعدة بيانات كرة القدم.إي يو (الإنجليزية)